# Balthasar Moretus
Pour les articles homonymes, voir Moretus.
Balthasar Moretus (23 juillet 1574 – 8 juillet 1641) est un imprimeur flamand et le détenteur de l'Officina Plantiniana, une maison d'édition créée par son grand-père Christophe Plantin à Anvers en 1555.